# Nuestro antepasado, el mico
Nuestro antepasado, el mico es una historieta del autor de cómics español Francisco Ibáñez, perteneciente a su serie Mortadelo y Filemón y publicada originariamente en 2009.

## Trayectoria editorial
La historieta se publicó para conmemorar el bicentenario del nacimiento de Charles Darwin. Publicada en 2009 en formato álbum como número 132 de Magos del Humor y en más tarde como n.º 186 de la Colección Olé.

## Sinopsis
El profesor Bacterio inventa una máquina capaz de clonar a los antepasados de cualquier ser humano, basándose en el libro "El origen de las especies", de Darwin. Para probarlo coge un pañuelo de Mortadelo y, usando su mucosa, sacó un antepasado mono del agente. Ese se parece  mucho a Mortadelo, llevando incluso gafas. Este mico coge a menudo objetos que no son suyos. Sin embargo, la máquina es robada por lo que ahora cualquier cosa puede pasar. Mortadelo y Filemón deberán recuperarla y atrapar a los antepasados que Bacterio ya había clonado, empezando por el de Mortadelo.
El mono, además de robar, también tiende a agredir, haciendo que su parecido con Mortadelo, sea un problema para este que es detenido y atacado por los transehúntes por culpa de su versión mona. El mono además entra en todas partes para seguir robando y agrediendo, como en la Iglesia, donde tras varios roces con el obispo, este utiliza una réplica en granito de los mandamientos para sacudirle en la cabeza. 
Pero ese solo es el primero de los monos que Mortadelo y Filemón deberán atrapar, pues cuando logran encerrarle, el Súper les dice que un antepasado mono de Dillinguer, el atracador, está causando el caos en el Banco Pastagorda. Este mono es también un ladrón. Tras robarle la cartera y la muela de oro (después de arrancársela) a Filemón en el Cuartel General, Mortadelo y Filemón salen a buscarlo. Tras varios fracasos al final consiguen atraparlo. 
Más tarde tienen que detener a un mono de gran tamaño (el solo se "llevó" una casa que quedó destruida debido el tamaño del mono), que resulta ser, según el Súper, una versión antediluviana de King Kong. Al final, tras varias derrotas por parte de Filemón (al que el mono lanza al suelo con sus manos como si fuera una mosca), Mortadelo enseña al mono una sección de periódico en el que decía que el expresidente Aznar se iba a volver a presentar a las elecciones presidenciales, logrando que el mono se vuelva loco, se ate con una cuerda un autobús al cuello y se tire al mar, en un intento de ahogamiento.
La historieta termina con Mortadelo metiendo la foto del "Súper" en la máquina del Profesor Bacterio, del cual sale un burro con la cabeza de superintendente, en vez de salir un mono, lo que provoca que se enfurezca y corra detrás del profesor para golpearlo con una herramienta.